# Acraea cerita
Acraea cerita är en fjärilsart som beskrevs av Sharpe 1906. Acraea cerita ingår i släktet Acraea och familjen praktfjärilar. Inga underarter finns listade i Catalogue of Life.